# بوبي ويليس
بوبي ويليس (بالإنجليزية: Bobby Willis)‏ هو كاتب أغاني ووكيل مواهب ومدير مواهب بريطاني، ولد في 25 يناير 1942 في ليفربول في المملكة المتحدة، وتوفي في 23 أكتوبر 1999 في Royal Free Hospital ‏ في المملكة المتحدة بسبب سرطان الرئة.

## وصلات خارجية
- بوبي ويليس على موقع IMDb (الإنجليزية)
- بوبي ويليس على موقع ميوزك برينز (الإنجليزية)
- بوبي ويليس على موقع ديسكوغز (الإنجليزية)